# 绍莫什克新村
绍莫什克新村（匈牙利語：Somoskőújfalu）是匈牙利诺格拉德州所辖的一个村。总面积2.33平方公里，总人口2226，人口密度955.4人/平方公里（2011年1月1日）。